# Angelika Gardiner
Angelika Gardiner (geborene Sirtl, * 30. September 1941 in München) ist eine deutsche Journalistin, Autorin und politische Aktivistin für Bürgerbeteiligung und Bürgerrechte.

## Berufliche Karriere
Angelika Gardiner begann ihre journalistische Tätigkeit beim Münchner Merkur, berichtete für den Bayerischen Rundfunk und die ARD. 1980 zog sie nach Hamburg und schrieb jahrelang als Auslandsredakteurin für die Frauenzeitschrift Brigitte. Beim Verlag Gruner + Jahr war sie ebenfalls verantwortlich für die Veröffentlichungen der Brigitte-Bücher Gleichberechtigt? Was die Frauen erreicht haben – und was zu tun bleibt (1983) und Als Kind missbraucht - Frauen brechen Ihr Schweigen (1985).

## Ehrenamtliches Engagement
Angelika Gardiners Engagement für Gleichberechtigung, Menschen- und Bürgerrechte prägt ihr Leben. Bereits 1968 engagierte sie sich für Volksentscheide in Bayern. In Hamburg wurde sie 1987 Gründungsmitglied im Hamburger Landesverband von Mehr Demokratie und begleitete aktiv die Initiativen der Volksgesetzgebung und der Wahlrechtsänderungen ab 2004 in der Hansestadt. Bis 2013 war sie Mitglied im Mehr Demokratie Landesvorstand Hamburg und führte die Presse- und Öffentlichkeitsarbeit.

## Mitgliedschaften
Angelika Gardiner ist Vorsitzende im Stiftungsrat der Norddeutschen Stiftung für Umwelt und Entwicklung, Kuratoriumsmitglied von abgeordnetenwatch.de, arbeitet im Kuratorium vom Bundesverband Mehr Demokratie und ist Vorstandsmitglied der Freunde des Deutschen Schauspielhauses in Hamburg e.V.

## Auszeichnungen
Auf Vorschlag des Ersten Bürgermeisters der Freien und Hansestadt Hamburg, Peter Tschentschers (SPD), wurde Angelika Gardiner von Finanzsenator Andreas Dressel das Bundesverdienstkreuz am Bande zum 30. September 2021 - ihrem 80. Geburtstag - überreicht.
2009 war Gardiner mit der Fotografin Andrea Künzig Preisträgerin des von der Deutsche Stiftung Weltbevölkerung (DWS) ausgeschriebenen Medienpreis Weltbevölkerung für die Reportage Dorf der Freude: Wie Catherine Hamlin Frauen in Äthiopien ihre Würde zurückgibt, Brigitte Online.